# Hilda Kristina Gustafson-Lascari
Hilda Kristina Gustafson-Lascari, född Gustafson 18 december 1885 i Sverige, död 7 mars 1937 i New York, New York, var en svensk skulptör. Hon var gift med den sicilianske-amerikanske porträttmålaren Salvatore Lascari.
Gustafson bedrev i unga år konststudier i Stockholm, varefter hon för fortsatta studier reste till Grekland och andra länder i södra Europa. Sedan hennes make tilldelats Prix de Rome-stipendiet bosatte de sig i Rom under sju års tid. 1926 flyttade  de till USA, där hon samma år tilldelades Watrouspriset, utdelat av National Academy of Design för skulpturen The Awakening.
Bland andra priser hon erhöll kan nämnas Mc Clees-priset som utdelas av Pennsylvania Academy of Fine Arts. Hon blev ledamot av National Academy of Design 1935.
Det råder viss oklarhet om hennes död, hon avled genom ett fall eller ett hopp från elfte våningen från ett sjukhus i New York. 
Gustafson finns representerad i Phiadelphia konstmuseum med skulpturen  Madonna.